# 威爾明頓鎮區 (明尼蘇達州休斯頓縣)
威爾明頓鎮區（英語：Wilmington Township）是位於美國明尼蘇達州休斯頓縣的一個行政鎮區。

## 地方資料
威爾明頓鎮區的面積為93.10平方千米，當中陸地面積為92.90平方千米，而水域面積為0.20平方千米。根據2020年美國人口普查的數據，當地共有人口427人，而人口密度為每平方千米4.59人。